# Morti nel 1093
| Questa pagina contiene informazioni ricavate automaticamente dalle voci biografiche con l'ausilio del template Bio e di un bot. L'aggiornamento è periodico e automatico e ricostruisce completamente la pagina. Se manca una persona in questa lista, sei pregato di non aggiungerla, ma accertati piuttosto che la sua voce biografica contenga il template Bio e che i dati anagrafici siano correttamente compilati. Se il template Bio manca, inseriscilo tu stesso o, in alternativa, metti l'avviso {{tmp\|Bio}} che ne segnala la mancanza. Se i dati riportati sono sbagliati, correggi direttamente la voce biografica; le modifiche saranno visibili in questa lista entro pochi giorni. Per chiarimenti vedi il progetto biografie. La lista contiene solo le 22 persone che sono citate nell'enciclopedia e per le quali è stato implementato correttamente il template Bio. Pagina aggiornata al 18 giu 2025. |

- 21 gennaio - Sofia di Bar, nobile
- 10 aprile - Vsevolod di Kiev, principe russo (n. 1030)
- 17 aprile - Margareta Hasbjörnsdatter, regina
- 10 luglio - Ulrico di Zell, monaco cristiano e abate tedesco (n. 1029)
- 30 luglio - Berta d'Olanda, regina
- 4 agosto - Alano il Rosso, generale francese
- 20 agosto - Ugo I di Borgogna, duca
- 22 settembre - Olaf III di Norvegia, re norvegese
- 30 settembre - Amato di Nusco, vescovo italiano
- 13 ottobre - Roberto I di Fiandra, conte fiammingo
- 13 novembre - Malcolm III di Scozia, re scozzese (n. 1031)
- 16 novembre - Margherita di Scozia, regina e santa (n. 1045)
- 16 novembre - Edoardo di Scozia, principe scozzese
- 21 novembre - Simeon, religioso inglese (n. 993)
- 4 dicembre - Anselmo III da Rho, arcivescovo cattolico italiano
- Berengario I di Berga, conte
- Costanza di Borgogna, francese (n. 1046)
- Etelredo di Scozia, nobile e abate scozzese
- Goffredo di Montbray, vescovo normanno
- Gregorio di Pečers'k, monaco cristiano ucraino
- Kruto, sovrano obodrita
- Rhys ap Tewdwr, principe gallese (n. 1040)